# Protea madiensis
Genre
Espèce
Classification phylogénétique
Protea madiensis est une espèce de plante à fleurs de la famille des proteaceae que l'on trouve en Afrique tropicale.

## Description
C'est un grand arbuste, ou de petit arbre, qui peut atteindre une hauteur de 4 mètres et son tronc peut mesurer jusqu’à 12 cm de diamètre.
Sa présence est connue du Sénégal au Cameroun, mais aussi de la Guinée à l’Éthiopie, ainsi qu’en Angola, Malawi, Mozambique et Zambie.
Son habitat se situe dans les savanes des hautes et basses terres, dans les prairies des hautes terres à partir de 1500-2280 mètres d’altitude et parfois dans les forêts à partir de 500-1500 mètres d’altitude.
Ses feuilles elliptiques (étroites à larges), sont ovales ou subovales et peuvent atteindre jusqu’à 21x11 cm.
Les têtes de fleurs terminales mesurent entre 10 et 17 cm de diamètre. Les bractées sont pales et varient du crème au brun, souvent avec du rose aux pointes.
Les fleurs sont  de couleur crème et la base du périanthe est velue.
La floraison se situe en seconde partie de la saison sèche.
La propagation s’effectue par les graines.

## Utilité
Il s’agit d’une plantes à insectes et plus particulièrement à abeilles.
De son bois sont fabriqués des manches d’outil et de la petite menuiserie. 
D’un point de vue médicinal, l’écorce de la tige est utilisée contre la diarrhée et la dysenterie.
L’écorce sert à soigner l’aménorrhée, le paludisme, la fièvre et les céphalées.
Les feuilles sont utiles pour le traitement externe des fractures, et les racines pour l’épilepsie.